# Міжконтинентальний кубок з футболу 1983
Міжконтинентальний кубок з футболу 1983 — 22-й розіграш Міжконтинентального кубка. У матчі зіграли переможець Кубка європейських чемпіонів 1982—1983 німецький «Гамбург» та переможець Кубка Лібертадорес 1983 бразильський «Греміо». Гра відбулася на стадіоні Національному стадіоні у Токіо 11 грудня 1983 року. За підсумками гри титул володаря Міжконтинентального кубка вперше здобув «Греміо».

## Команди
| Команда | Кваліфікація                                      | Попередні участі* |
| ------- | ------------------------------------------------- | ----------------- |
| Гамбург | переможець Кубка європейських чемпіонів 1982—1983 | -                 |
| Греміо  | переможець Кубка Лібертадорес 1983                | -                 |

* жирним позначено переможні роки.

## Матч
| 11 грудня 1983 |

| Гамбург    | 1:2 дч   | Греміо          |
| ---------- | -------- | --------------- |
| Шредер 85' | Протокол | Ренато 38', 93' |

| Національний стадіон, Токіо Глядачів: 62 000 Арбітр: Мішель Вотро |

| Гамбург | Греміо |

| В             |  | Улі Штайн         |
| З             |  | Гольгер Гіронімус |
| З             |  | Дітмар Якобс      |
| З             |  | Бернд Вемаєр      |
| ПЗ            |  | Юрген Грог        |
| ПЗ            |  | Джиммі Гартвіг    |
| ПЗ            |  | Фелікс Магат      |
| ПЗ            |  | Вольфганг Рольфф  |
| ПЗ            |  | Міхаель Шредер    |
| Н             |  | Вольфрам Вуттке   |
| Н             |  | Аллан Гансен      |
| Тренер:       |  |                   |
| Ернст Гаппель |  |                   |

| В               |  | Мазаропі               |  |     |
| З               |  | Пауло Роберто          |  |     |
| З               |  | Жорже Байдек           |  |     |
| З               |  | Уго де Леон            |  |     |
| З               |  | Пауло Сезар Магальяйнс |  |     |
| ПЗ              |  | Шина                   |  |     |
| ПЗ              |  | Освальдо               |  | 78' |
| ПЗ              |  | Маріо Серджіо          |  |     |
| Н               |  | Ренато                 |  |     |
| Н               |  | Пауло Сезар Кажу       |  | 70' |
| Н               |  | Жозе Тарсізо           |  |     |
| Заміни:         |  |                        |  |     |
| ПЗ              |  | Пауло Бонаміго         |  | 78' |
| ПЗ              |  | Кайо                   |  | 70' |
| Тренер:         |  |                        |  |     |
| Валдір Еспіноза |  |                        |  |     |